# Alexandra Roach
Alexandra Elizabeth Roach (* 23. August 1987 in Ammanford, Wales) ist eine britische Schauspielerin.

## Leben
Alexandra Roach ist eine Tochter von Jeff Roach, einem ehemaligen Polizeibeamten, der nun für die walisische Rugby Union arbeitet. Roachs Mutter ist inzwischen verrentet. Roach hat einen Bruder und eine Schwester. Sie spricht fließend Walisisch. Bereits vor und während ihrer Studienzeit spielte Roach Hauptrollen in Theaterstücken und war in einigen walisischen Fernsehproduktionen zu sehen. Ihre erste Fernsehrolle bekam Roach im Alter von elf Jahren. Sie spielte eine Nebenrolle in einer Seifenoper. Im Alter von 15 Jahren gewann Roach den Children in Entertainment Award als beste Kinderdarstellerin. Ihr Schauspielstudium an der Royal Academy of Dramatic Art (RADA) schloss Roach 2010 ab. Nach ihrem Abschluss übernahm Roach zunächst eine Rolle im Dreipersonenstück „The Door Never Closes“ am Londoner Almeida Theatre.
Es folgten einige Nebenrollen in verschiedenen Fernsehserien wie Being Human, Candy Cabs und New Tricks – Die Krimispezialisten. 2011 übernahm sie die Rolle der jungen Margaret Thatcher im Kinofilm Die Eiserne Lady. Bekannt ist Roach außerdem durch ihre Darstellung der Freundin und der Ehefrau von Paul Potts Julz Cooper im Kinofilm One Chance – Einmal im Leben, sowie der Becky in der Fernsehserie Utopia.

## Filmografie (Auswahl)
- 2010: The IT Crowd (Fernsehserie, Episode 4x06)
- 2011: Being Human (Fernsehserie, Episode 3x03)
- 2011: Candy Cabs (Fernsehserie, Episode 1x01–1x03)
- 2011: The Suspicions of Mr Whicher: The Murder at Road Hill House (Fernsehfilm)
- 2011: New Tricks – Die Krimispezialisten (New Tricks, Fernsehserie, Episode 8x05)
- 2011: Die Eiserne Lady (The Iron Lady)
- 2012: Night of the Loving Dead (Kurzfilm)
- 2012: Loserville (Fernsehfilm)
- 2012: Anna Karenina
- 2012: Hunderby (Fernsehserie, Episode 1x01–1x08)
- 2012: Private Peaceful – Mein Bruder Charlie (Private Peaceful)
- 2012: Electric Cinema: How to Behave (Kurzfilm)
- 2013: Wrong Identity – In der Haut einer Mörderin (Trap for Cinderella)
- 2013: One Chance – Einmal im Leben (One Chance)
- 2013: That Night
- 2013: The Thirteenth Tale (Fernsehfilm)
- 2013–2014: Utopia (Fernsehserie, 12 Episoden)
- 2013, 2015: Vicious (Fernsehserie, 2 Episoden)
- 2014: Cuban Fury – Echte Männer tanzen (Cuban Fury)
- 2014: Testament of Youth
- 2015–2018: No Offence (Fernsehserie, 16 Episoden)
- 2016: The Huntsman & The Ice Queen (The Huntsman: Winter’s War)
- 2017: Black Mirror (Fernsehserie, eine Episode)
- 2019: Wenn du König wärst (The Kid Who Would Be King)
- 2019: A Guide to Second Date Sex
- 2019: The Man (Fernsehserie, 3 Episoden)
- 2019: Sanditon (Fernsehserie, 7 Episoden)
- 2020: Killing Eve (Fernsehserie, 2 Episoden)
- 2021: Viewpoint (Fernsehserie, 5 Episoden)
- 2022: Y Golau (Fernsehserie, 6 Episoden)
- 2022: This Is Christmas